# Michael Stohl

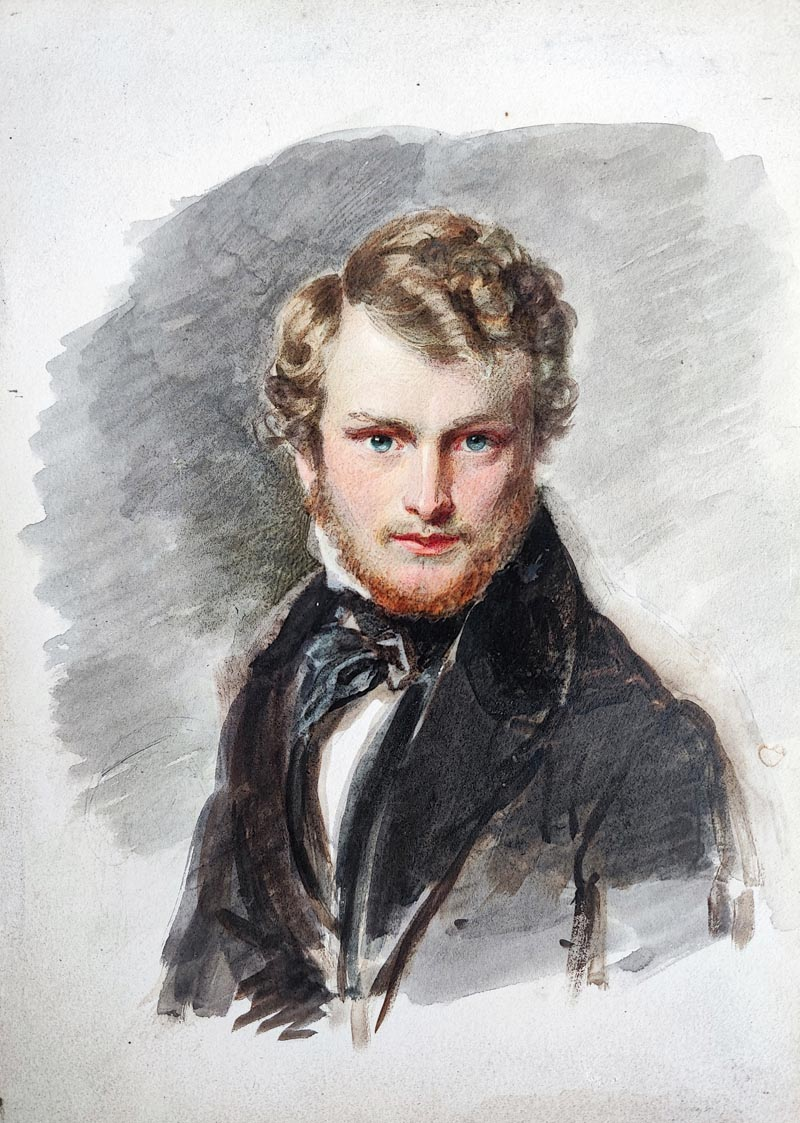
Porträt des Malers Michael Stohl, Aquarell von Moritz Michael Daffinger

Michael Stohl (* 19. November 1814 in Wien; † 18. März 1881 ebenda) war ein österreichischer Porträtmaler, Aquarellist, Kopierer und Lithograf.

## Leben
Den ersten Zeichenunterricht erteilte ihm sein älterer Bruder Franz Stohl (1799–1882). Danach studierte er an der Akademie der bildenden Künste Wien bei Ludwig Ferdinand Schnorr von Carolsfeld.
1832 malte er für die neugotische Gruftkapelle des Fürsten Schwarzenberg in Třeboň ein Bildnis des heiligen Ägidius. Danach setzte er die von seinem Bruder Franz begonnene Arbeit am Ahnensaal des Fürstenhauses Schwarzenberg fort. Er schuf auch Lithografien nach den fürstlichen Porträts. Er half auch Joseph Kriehuber bei dessen Lithografien.
Im Jahre 1840 kam er nach Triest und wurde dort vom Grafen Johann Nepomuk Waldstein (1809–1876) gefördert. Im Jahre 1842 begab er sich nach Rom und trat mit Künstlern wie August Riedel, Woldemar Hottenroth, Leopold Pollak, Karl Mayer und Karl Rahl in freundschaftlichen Verkehr. Von der Großfürstin Marija Nikolajewna Romanowa erhielt er den Auftrag, sie selbst, ihren Gatten und ihre Kinder zu porträtieren. Der Zar Nikolaus I. lud ihn während seines Aufenthaltes in Rom nach Sankt Petersburg ein.
1848 kehrte er nach Wien zurück. 1852 kam er erneut nach Sankt Petersburg, wo er schwer erkrankte. Nach seiner Genesung beauftragten ihn die Großfürstin Marija Nikolajewna und ihre Schwägerin, die Kaiserin von Russland Charlotte von Preußen (1798–1860) mit der Ausführung von Aquarell-Kopien der Gemälde der alten Meister aus den Galerien von Wien, Dresden, Paris, Berlin, Madrid, Sevilla, London und Kassel.
Im Zeitraum von 1853 bis 1872 besuchte Stohl die genannten Städte und schuf über 300 Aquarellkopien nach Werken alter Meister, die in einem Saal der Petersburger Eremitage ausgestellt wurden. Er wurde vom Zaren mit dem Titel des Hofmalers ausgezeichnet. Neben der Kopiertätigkeit schuf Stohl einige Genre- und Landschaftsbilder sowie Porträts.

## Werke (Auswahl)

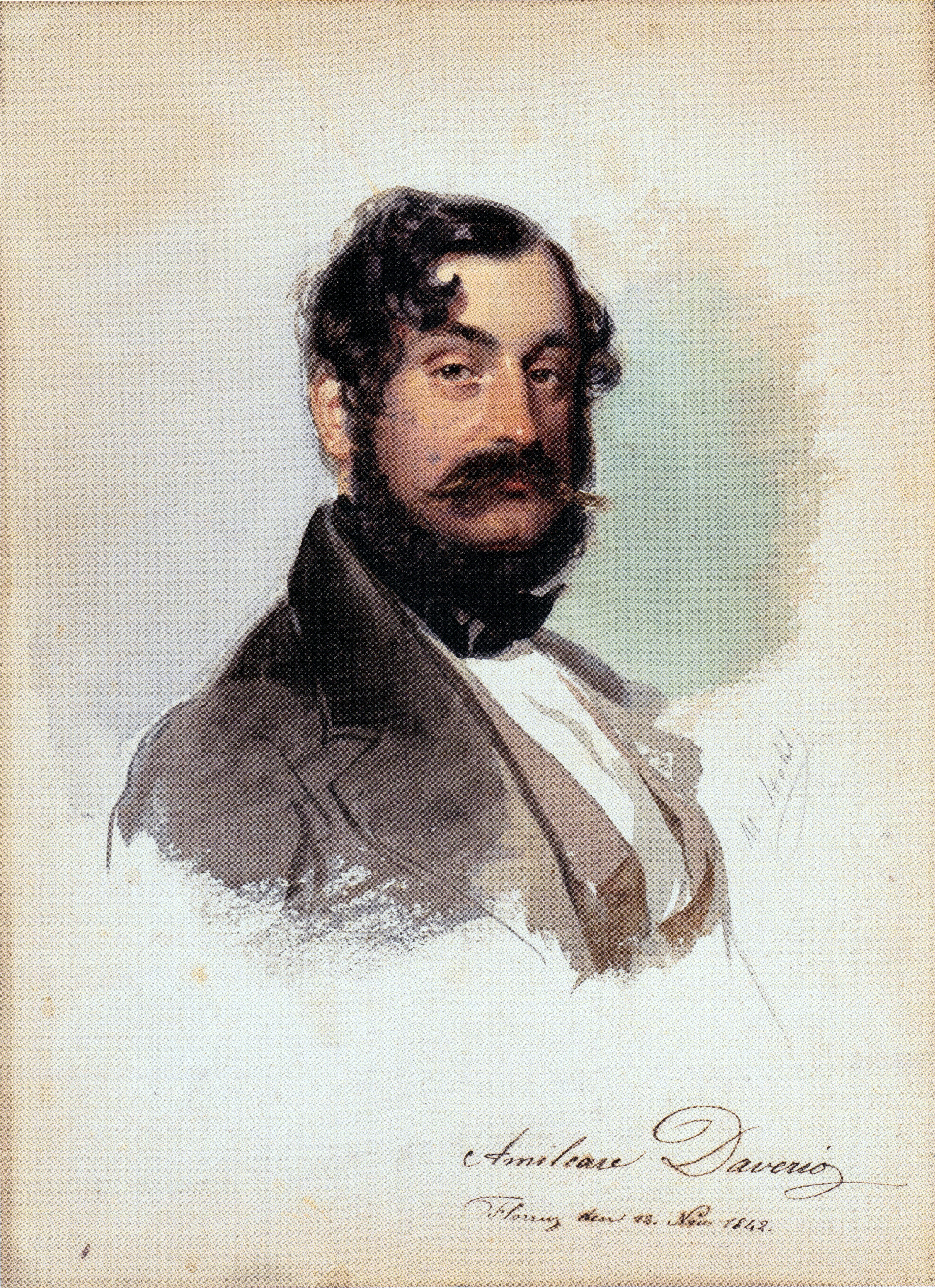
Zeichner und Kupferstecher Amilcare Daverio (1806–1874), Florenz 1842

- Christliches Kunst-Streben in der österreichischen Monarchie. Heft 7, 1839 (Lithografien).[1]
- 1842: Die Königstochter, vor ihrem Vater die Harfe spielend (Lithografie nach Hanstein)

Aquarelle
- 1847: Eine Schachpartie
- 1851: Tirolerin
- 1855: Junges Mädchen eine Vase ausbessernd
- 1866: Posthof mit Pferden
- 1868: Zur silbernen Hochzeit
- 1869: Mariae Verkündignng
- 1876: Die heilige Familie